# Řády, vyznamenání a medaile Francie

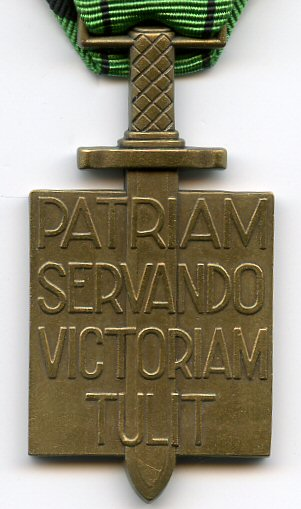
Zadní strana odznaku Řádu osvobození

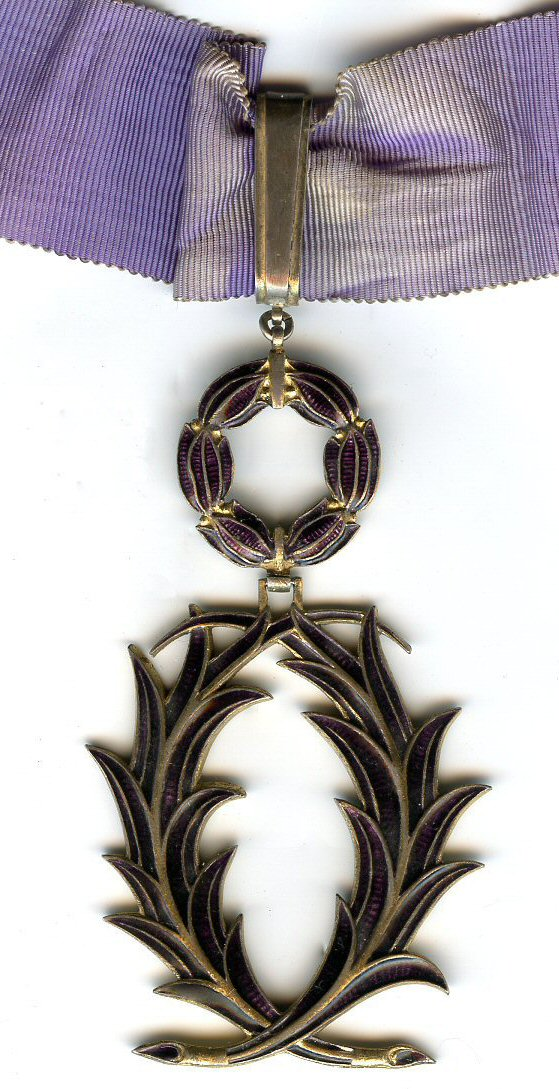
Řád akademických palem, třída komandéra

Velké kancléřství Řádu čestné legie rozděluje systém vyznamenání Francie do dvou kategorií: na vyznamenání udílená jménem prezidenta republiky a na rezortní vyznamenání. Mezi vyznamenání udílená jménem prezidenta patří Řád čestné legie, Řád osvobození, Vojenská medaile, Národní řád za zásluhy a Národní medaile uznání pro oběti terorismu. Mezi rezortní vyznamenání patří vojenská vyznamenání, ministerské řády a ocenění za činy odvahy a čestné a pamětní medaile.

## Národní řády
- Řád čestné legie (Ordre national de la Légion d'honneur) byl založen 19. května 1802 Napoleonem Bonapartem. Udílen je za vynikající vojenský, vědecký, kulturní nebo společenský přínos pro Francii.[2]
- Řád osvobození (Ordre de la Libération) byl založen Charlesem de Gaullem 16. listopadu 1940. Udílen byl za význačný přínos pro osvobození okupované Francie.[3]
- Národní řád za zásluhy (Ordre national du Mérite) byl založen Charlesem de Gaullem 3. prosince 1963 za záslužné civilní a vojenské činy.[4]

## Ministerské řády

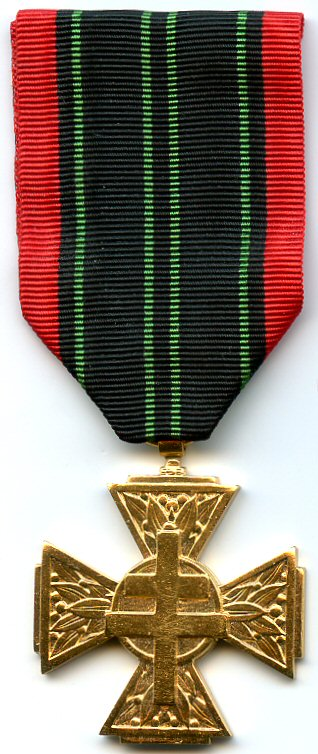
Kříž dobrovolného bojovníka odboje

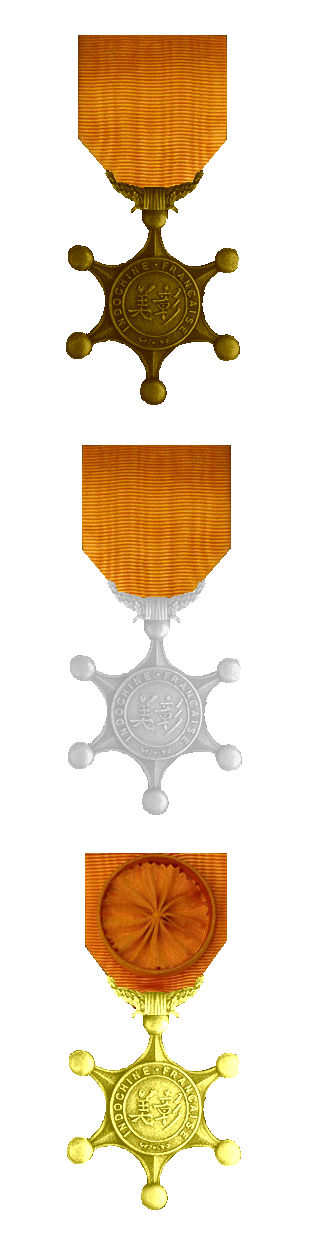
Řád za zásluhy Indočíny

- Řád akademických palem (Ordre des Palmes Académiques) byl založen Napoleonem Bonapartem 17. března 1808 a 4. října 1955 byl přeměněn na ministerský řád. Udílen je za výjimečný přínos v oblasti vzdělávání nebo kultury.[5]
- Řád umění a literatury (Ordre des Arts et des Lettres) byl založen 2. května 1957 prezidentem Charlesem de Gaullem. Udílen je za významný přínos a obohacení francouzského kulturního dědictví.[6]
- Řád za zásluhy v zemědělství (Ordre du Mérite agricole) byl založen 7. červencem 1883. Udílen je za zásluhy o zemědělství.[7]
- Řád za námořní zásluhy (Ordre du Mérite maritime) byl založen 9. února 1930. Udílen je za služby pro obchodní námořnictvo.[8]

## Vojenská vyznamenání

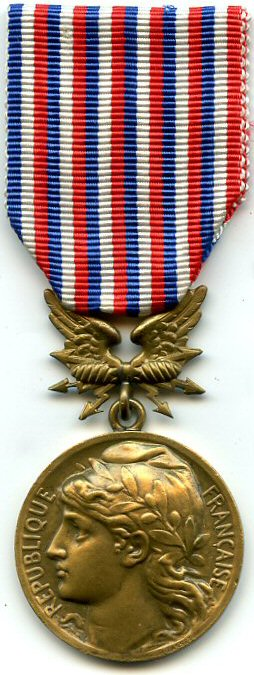
Čestná medaile pošt a telekomunikací

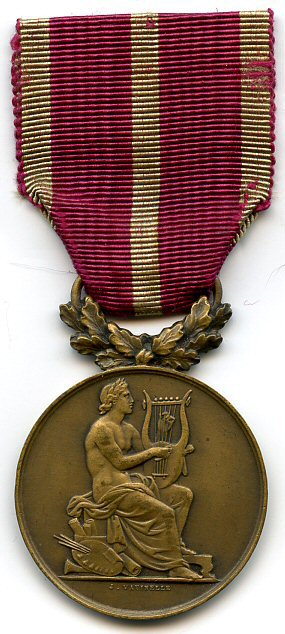
Čestná medaile hudební společnosti a sbory

- Vojenská medaile (Médaille militaire) byla založena Napoleonem III. 22. ledna 1852. Udílena je za odvahu v boji nebo za dlouholetou službu.[9]
- Válečný kříž 1914–1918 (Croix de guerre 1914-1918) byl založen 2. dubna 1915. Udílen byl za vojenskou službu během první světové války.[10]
- Válečný kříž 1939–1945 (Croix de guerre 1939-1945) byl založen 26. září 1939. Udílen byl za vojenskou službu během druhé světové války.[11]
- Válečný kříž za operace na vnějších bojištích (Croix de guerre des théâtres d'opérations extérieures) byl založen 30. dubna 1921. Udílen je za hrdinství během zahraničních operací.[12]
- Kříž za vojenskou chrabrost (Croix de la valeur militaire) byl založen 11. dubna 1956. Udílen je příslušníkům ozbrojených sil Francie za odvahu v boji proti nepříteli.[13]
- Národní medaile četnictva (Médaille de la Gendarmerie nationale) byla založena 5. září 1949. Udílena je za odvahu.[14]
- Medaile odboje (Médaille de la Résistance française) byla založena 9. února 1943. Udílena byla za pozoruhodné činy odvahy, které přispěly k hnutí odporu francouzského lidu proti nepříteli.[15]
- Medaile uprchlíků (Médaille des évadés) byla založena 20. srpna 1926. Udílena byla za úspěšný útěk z internace během války.[16]
- Kříž dobrovolného bojovníka 1914–1918 (Croix du combattant volontaire 1914-1918) byl založen 4. července 1935. Udílen byl dobrovolníkům, kteří bojovali během první světové války.[17]
- Kříž dobrovolného bojovníka (Croix du combattant volontaire) byl založen 5. února 1953. Udílen byl dobrovolníkům, kteří sloužili v boji během druhé světové války.[18][19]
- Kříž dobrovolného bojovníka odboje (Croix du combattant volontaire de la Résistance) byl založen 4. února 1954. Udílen je za dobrovolné se přidání k odboji během druhé světové války.[20][21]
- Kříž válečníka (Croix du combattant) byl založen 19. prosince 1926. Udílen je za bojovou službu Francii.[22]
- Letecká medaile (Médaille de l'Aéronautique) byla založena 14. února 1945. Udílena je vojenskému personálu i civilistům za mimořádné úspěchy související s letectvím.[23][24]
- Zámořská medaile (Médaille d'Outre-Mer) byla založena 6. června 1962. Udílena je za účast na operacích mimo francouzské státní území.[25]
- Medaile za dobrovolnou vojenskou službu (Médaille des services militaires volontaires) byla založena 13. března 1975. Od 1. července 2019 není medaile udílena.[26] Dříve byla udílena za službu u rezervistů.[27]
- Medaile národní obrany (Médaille de la Défense nationale) byla založena 21. dubna 1982. Udílena je za obzvláště čestnou službu ve francouzské armádě.[28][29]
- Medaile za válečné zranění (Médaille des blessés de guerre) byla založena 11. prosince 1916. Udílena je za zranění utrpěné během služby tváří tvář nepříteli.[30]
- Čestná medaile vojenské zdravotní služby (Médaille d'honneur du service de santé des armées ) byla založena 30. srpna 1962. Udílena je za podporu zdravotnické služby ozbrojených sil Francie.[31]

## Vyznamenání za odvahu a čestné ministerské medaile
- Čestná medaile za čin odvahy a obětavosti (Médaille d'honneur pour acte de courage et de dévouement) byla založena 2. března 1820.[32]
- Čestná medaile vězeňské správy (Médaille d'honneur de l'administration pénitentiaire) byla založena 6. července 1869. Udíleno je za zásluhy poskytované vězeňské správě.
- Čestná medaile za letectví (Médaille d'honneur de l'aéronautique) byla založena 12. ledna 1921.[33]
- Čestná medaile zahraničních věcí (Médaille d'honneur des affaires étrangères) byla založena 28. července 1816. Udílena je Ministerstvem zahraničních věcí Francie za činy odvahy Francouzů na cizím území.
- Čestná medaile za zemědělství (Médaille d'honneur agricole) byla založena 11. prosince 1984.
- Odznak zraněných civilistů (Insigne des blessés civils) byl udílen za zranění či zmrzačení v důsledku války.
- Čestná medaile železnic (Médaille d'honneur des chemins de fer) byla založena 19. srpna 1913. Udílena je za významné úspěchy a záslužnou dlouholetou službu na francouzské železnici a na železnici jejích kolonií. Dne 17. března 1936 byla pro všechny koloniální železnice s výjimkou Indočíny zavedena samostatná Čestná medaile železnic zámořské Francie.[34]
- Čestná medaile za nepřímé daně (Médaille d'honneur des contributions indirectes) byla založena 29. prosince 1897.
- Krajská, resortní a obecní čestná medaile (Médaille d'honneur régionale, départementale et communale) byla založena 22. července 1987.
- Čestná medaile celní správy (Médaille d'honneur des douanes) byls založena 18. června 1894.
- Čestná medaile vod a lesů (Médaille d'honneur des eaux et forêts) byla založena 15. května 1883.
- Čestná medaile učitelství na prvním stupni (Médaille d'honneur de l'enseignement primaire)
- Medaile francouzské rodiny (Médaille de la famille) byla založena 26. května 1920. Udílena je rodičům za vychování několika dětí.[35]
- Čestná medaile mládeže, sportu a zapojení komunity (Médaille de la jeunesse, des sports et de l'engagement associatif) byla založena 14. října 1969.
- Čestná medaile obchodních námořníků a rybářů (Médaille d'honneur des marins du commerce et de la pêche) byla založena 14. prosince 1901. Udílena je za záslužnou službu v obchodním námořnictvu nebo rybářské flotile.[36]
- Důlní medaile (Médaille des mines) byla založena 14. dubna 1953.
- Čestná medaile civilních zaměstnanců ministerstva obrany (Médaille d'honneur au personnel civil relevant du ministère de la Défense) byla založena 15. ledna 1976.[37]
- Čestná medaile národní policie (Médaille d'honneur de la Police nationale) byla založena 3. dubna 1903.
- Čestná medaile pošt a telekomunikací (Médaille d'honneur des PTT) byla založena 22. března 1882. Udílena je za vynikající služby.
- Čestná medaile soudní ochrany mládeže (Médaille d'honneur de la protection judiciaire de la jeunesse) byla založena 10. dubna 1945. Upravena byla dekretem č. 2007-668 ze dne 3. května 2007.[38]
- Národní medaile uznání pro oběti terorismu (Médaille nationale de reconnaissance aux victimes du terrorisme) byla založena 12. července 2016.[39]
- Čestná medaile zdravotnictví a sociálních věcí (Médaille d'honneur de la santé et des affaires sociales) byla založena vyhláškou č. 2012-169 dne 2. února 2012 a nahradila tak Řád veřejného zdraví, který zanikl roku 1963.
- Čestná medaile pro hasiče (Médaille d'honneur des sapeurs-pompiers) byla založena 16. února 1900. Udílena je francouzským hasičům za dlouholetou službu.[40]
- Medaile vnitřní bezpečnosti (Médaille de la sécurité intérieure) byla založena 28. března 2012.[41]
- Čestná medaile soudní služby (Médaille d'honneur des services judiciaires) byla založena 9. listopadu 2011.[42]
- Čestná medaile hudební společnosti a sbory (Médaille d'honneur des sociétés musicales et chorales) byla založena 24. července 1924.
- Medaile za turismus (Médaille du tourisme) byla založena roku 1989.
- Čestná medaile za silniční dopravu (Médaille d'honneur des transports routiers) byla založena 25. května 1957.
- Čestná medaile práce (Médaille d'honneur du travail) byla založena 4. července 1984.[43]
- Čestná medaile za veřejné práce (Médaille d'honneur des travaux publics) byla založena 1. května 1897.

## Pamětní medaile

### 19. století
- Medaile Svaté Heleny (Médaille commémorative du Maroc) byla založena roku 1857. Udělena byla všem francouzským i zahraničním vojákům pozemní armády nebo námořnictva, kteří v letech 1792 až 1815 sloužili republice nebo císařství.[44]
- Pamětní medaile na italské tažení 1859 (Médaille commémorative de la campagne d'Italie) byla založena 11. srpna 1859. Udílena byla za službu během italského tažení v roce 1859.[45]
- Pamětní medaile na čínskou expedici 1860 (Médaille commémorative de l'expédition de Chine) byla založena 23. ledna 1861. Udílena byla vojákům a námořníkům za účast v anglo-francouzské expedici do Číny během druhé opiové války.[46]
- Pamětní medaile na mexickou expedici 1862 (Médaille commémorative de l'expédition du Mexique) byla založena 29. srpna 1863. Udílena byla za expedici do Mexika v letech 1862 až 1863.[47]
- Pamětní medaile na válku 1870–1871 (Médaille commémorative de la guerre 1870-1871) byla založena 9. listopadu 1911. Udílena byla za účast ve francouzsko-pruské válce.[48]
- Medaile za první madagaskarské tažení 1883 (Médaille commémorative de Madagascar ) byla založena 31. července 1886. Udílena byla za účast na první madagaskarské expedici v roce 1883.[49]
- Pamětní medaile na tonkinskou expedici 1883–1885 (Médaille commémorative de l'expédition du Tonkin) byla založena 6. září 1885. Udělena byla vojákům a námořníků Francie za účast v bitvě o Tonkin během čínsko-francouzské války v letech 1883 až 1885.[50]
- Pamětní medaile na dahomejskou expedici 1892 (Médaille commémorative de l'expédition du Dahomey) byla založena 12. listopadu 1892. Udílena byla účastníkům první francouzsko-dahomejské (1890) a druhé francouzsko-dahomejské (1892–1894) války.[51]
- Medaile za druhé madagaskarské tažení 1894–1895 (Médaille commémorative de Madagascar) byla založena 15. ledna 1896. Udílena byla za účast na druhé madagaskarské expedici v letech 1894 až 1895.[52]
- Koloniální medaile (Médaille coloniale) byla založena 26. července 1893. Udílena byla za vojenskou službu v koloniích a za účast na vojenských operacích v kolonii nebo protektorátu.[53]

### 1900–1914

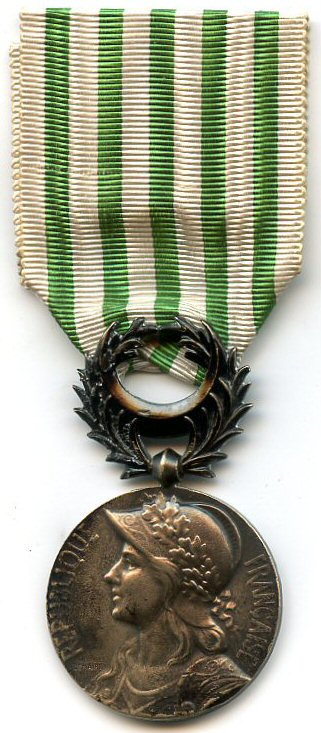
Pamětní medaile na Dardanely

- Pamětní medaile čínské expedice 1901 (Médaille commémorative de l'expédition de Chine) byla založena 15. dubna 1904. Udílena byla za službu v Číně v rozhodném období od 30. června 1900 do 8. srpna 1901 a to i civilistům podílejícím se na obraně Pekingu.[54]
- Pamětní medaile na Maroko (Médaille commémorative du Maroc) byla založena 22. července 1909. Udílena byla vojákům za účast na druhé francouzsko-marocké válce.[55]

### První světová válka (1914–1918)
- Mezispojenecká vítězná medaile 1914–1918 (Médaille Interalliée de la Victoire 1914–1918) byla založena 20. července 1922. Udílena byla za účast v první světové válce.
- Pamětní medaile na válku 1914–1918 (Médaille commémorative de la guerre 1914-1918) byla založena 23. června 1920. Udílena byla vojákům a námořníkům za službu během první světové války.[56]
- Pamětní medaile na Dardanely (Médaille commémorative des Dardanelles) byla založena 15. června 1926. Udílena byla vojákům Francouzského dardanelského expedičního sboru před 9. lednem 1916.[57]
- Pamětní medaile na Orient (Médaille commémorative d'Orient) byla založena 15. června 1926. Udílena byla za službu ve francouzské armádě v Orientu před 11. listopadem 1918.[58]
- Medaile francouzského uznání (Médaille de la Reconnaissance française) byla založena 13. července 1917. Udílena byla za podporu válečných obětí.
- Medaile pro civilní vězně, deportované a rukojmí za první světové války 1914–1918 (Médaille des prisonniers civils, déportés et otages de la Grande Guerre 1914-1918) byla založena 14. března 1936. Udílena byla lidem uvězněným během první světové války.[59][60]
- Medaile pro oběti invaze (Médaille des victimes de l'invasion) byla založena 30. června 1921. Udílena byla rukojmím, deportovaným a obětem brutality.

### Meziválečné období (1918–1939)
- Pamětní medaile na Sýrii-Kilíkii (Médaille commémorative de Syrie-Cilicie) byla založena 18. července 1922. Udílena byla za účast na tažení na Středním východě v rozhodném období od 11. listopadu 1918 do 30. září 1926.[61]

### Druhá světová válka (1939–1945)
- Pamětní medaile na válku 1939–1945 (Médaille commémorative de la guerre 1939-1945) byla založena 21. května 1946. Udílena byla za vojenskou službu proti silám osy během druhé světové války.[62][63]
- Medaile za italské tažení 1943–44 (Médaille commémorative de la campagne d'Italie 1943-1944) byla založena 1. dubna 1953. Udílena byla za vojenskou službu na italském území v rozhodném období od roku 1943 do roku 1944.[64][65]
- Medaile osvobozené Francie (Médaille de la France libérée) byla založena 12. září 1947. Udílena byla za účast na osvobození Francie během druhé světové války.[66]
- Pamětní medaile za dobrovolnou službu Svobodné Francii (Médaille commémorative des services volontaires dans la France libre ) byla založena 4. dubna 1946. Udílena byla za službu v silách Svobodné Francie před rozhodným datem 1. srpna 1943.[67]
- Medaile pro deportované a internované odbojáře (Médaille de la déportation et de l'internement pour faits de Résistance) byla založena 6. srpna 1948.[68]
- Medaile za deportaci a politickou internaci (Médaille de la déportation et de l'internement politique) byla založena 9. září 1948. Udílena byla lidem deportovaným a internovaným nepřítelem z politických důvodů.[69]

### Po roce 1945
- Pamětní medaile za operace OSN v Koreji (Médaille commémorative française des opérations de l'Organisation des Nations unies en Corée) byla založena 8. ledna 1952. Udílena byla za dva měsíce vojenské služby v Koreji.[70][71]
- Pamětní medaile na tažení do Indočíny (Médaille commémorative de la campagne d'Indochine) byla založena 1. srpna 1953. Udílena byla za 90 dní služby v rozhodném období od 16. srpna 1945 do 27. července 1954.[72][73]
- Pamětní medaile na operace na Středním východě (Médaille commémorative des opérations du Moyen-Orient) byla založena 22. května 1957. Udílena byla za účast na vojenských operacích během Suezské krize v roce 1956.[74]
- Pamětní medaile za operace v oblasti bezpečnosti a vymáhání práva v severní Africe (Médaille commémorative des opérations de sécurité et de maintien de l'ordre) byla založena 11. ledna 1958. Udílena byla za vojenskou službu v Severní Africe v rozhodném období od roku 1952 do roku 1964.[75][76]
- Medaile za Severní Afriku (Médaille d'Afrique du Nord) byla založena 29. dubna 1997. Přestala být udílena 12. dubna 2002. Udílena byla za minimálně devadesát dní služby v Alžírsku, Maroku nebo Tunisku v rozhodném období od roku 1952 do roku 1962.[77]
- Medaile uznání národa (Medaille de Reconnaissance de la Nation) byla založena vyhláškou č. 1002-511 ze dne 12. dubna 2002[78]
- Francouzská pamětní medaile (Médaille commémorative française) byla založena 9. října 1995. Udílena je civilistům i vojákům za účast na konkrétních misích nařízených francouzskou vládou mimo francouzské území po 1. březnu 1991.[79][80]
- Medaile za vojenskou ochranu území (Médaille de la protection militaire du territoire) byla založena 14. července 2015. Udílena je za účast na obranných misích na francouzském území.[81]

## Zrušené nebo spící vyznamenání

### Královské řády
- Řád svatého Ducha (Ordre du Saint-Esprit) byl založen 31. prosince 1578 Jindřichem III. Zrušen byl roku 1830 a nadále je uznáván pouze jako dynastický řád. Založen byl, aby si král zajistil věrnost francouzské šlechty.[82]
- Řád svatého Michala (Ordre de Saint-Michee) byl založen Ludvíkem XI. 1. srpna 1469. Cílem řádu bylo zvýšit loajalitu jeho členů k francouzskému králi.[83][84]
- Řád svatého Ludvíka (Ordre royal et militaire de Saint-Louis) byl založen Ludvíkem XIV. 5. dubna 1693. Zrušen byl roku 1830. Udílen byl za výjimečné zásluhy.[85][86]
- Řád za vojenské zásluhy (Institution du Mérite militaire) byl založen králem Ludvíkem XV. 10. března 1759. Udílen byl nekatolickým vojenským důstojníkům za mimořádné zásluhy.
- Řád Panny Marie Karmelské (Ordre de Notre-Dame du Mont-Carmel) byl založen králem Jindřichem IV. 12. dubna 1606. Zrušen byl roku 1830.

### Napoleonské řády

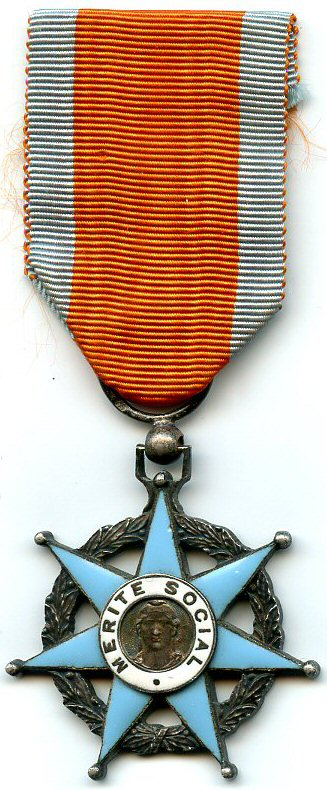
Řád za sociální zásluhy

- Řád tří zlatých roun (Ordre des Trois-Toisons d'Or) byl založen Napoleonem Bonapartem 15. srpna 1809. Nikdy nevstoupil v platnost a roku 1813 byl zrušen.[87]
- Císařský řád sjednocení (Ordre de la Réunion) byl založen Napoleonem Bonapartem roku 1811. Po Napoleonově pádu řád roku 1815 zanikl. Udílen byl za službu především v nově připojených územích.[87]

### Ministerské řády
- Řád za bojové zásluhy (Ordre du Mérite combattant) byl založen 14. září 1953. Udílení bylo ukončeno 3. prosince 1963 a řád byl nahrazen Národním řádem za zásluhy. Řád byl udílen za služby veteránům a válečným obětem.[88][89]
- Řád za vojenské zásluhy (Ordre du Mérite militaire) byl založen 22. března 1957. Udílení bylo ukončeno 3. prosince 1963 a řád byl nahrazen Národním řádem za zásluhy. Řád byl udílen za záslužné služby u rezervistů ozbrojených sil Francie.[90][91]
- Řád za občanské zásluhy (Ordre du Mérite civil) byl založen 2. května 1957. Udílení bylo ukončeno 1. ledna 1964 a řád byl nahrazen Národním řádem za zásluhy. Řád byl udílen za záslužnou službu státu v oblasti státní i místní správy.[92][93]
- Řád za sociální zásluhy (Ordre du Mérite social) byl založen 25. října 1936. Udílení bylo ukončeno 1. ledna 1964 a řád byl nahrazen Národním řádem za zásluhy. Řád byl udílen za záslužné služby v institucích spojených se sociální legislativou.[94]
- Řád za pracovní zásluhy (Ordre du Mérite du travail) byl založen 21. ledna 1957. Udílení bylo ukončeno 3. prosince 1963 a řád byl nahrazen Národním řádem za zásluhy.[95][96]
- Řád za turistické zásluhy (Ordre du Mérite touristique) byl založen 27. května 1949. Udílení bylo ukončeno 1. ledna 1964 a řád byl nahrazen Národním řádem za zásluhy. Řád byl udílen za záslužné služby pro turismus ve Francii.[97][98]
- Řád národního hospodářství (Ordre de l'Économie nationale) byl založen 6. ledna 1954. Udílení bylo ukončeno 1. ledna 1964 a řád byl nahrazen Národním řádem za zásluhy. Řád byl udílen za záslužné služby pro francouzskou ekonomiku.[99][100]
- Řád obchodních a průmyslových zásluh (Ordre du Mérite commercial et industriel) byl založen 24. května 1939. Udílení bylo ukončeno 1. ledna 1964 a řád byl nahrazen Národním řádem za zásluhy. Řád byl udílen za záslužné služby pro národní hospodářství a zahraniční obchod.[101]
- Řád za řemeslnické zásluhy (Ordre du Mérite artisanal) byl založen 11. června 1948. Udílení bylo ukončeno 1. ledna 1964 a řád byl nahrazen Národním řádem za zásluhy. Řád byl udílen za záslužné služby řemeslným pracím a jejich organizacím.[102][103]
- Řád veřejného zdraví (Ordre de la Santé publique) byl založen 18. února 1938. Udílení bylo ukončeno 1. ledna 1964 a řád byl nahrazen Národním řádem za zásluhy. Řád byl udílen za záslužné služby v oblasti zdraví a podpory blahobytu chudých a dětí.[104]
- Řád za poštovní zásluhy (Ordre du Mérite postal) byl založen 14. listopadu 1953. Udílení bylo ukončeno 1. ledna 1964 a řád byl nahrazen Národním řádem za zásluhy. Řád byl udílen za záslužné služby pro poštu a telekomunikace.[105][106]
- Řád za sportovní zásluhy (Ordre du Mérite sportif) byl založen 6. července 1956. Udílení bylo ukončeno 1. ledna 1964 a řád byl nahrazen Národním řádem za zásluhy. Řád byl udílen za záslužné služby pro rozvoj sportu a tělovýchovy.[107][108]

### Koloniální řády
- Řád za zásluhy Indočíny byl založen 30. dubna 1900. Udílen byl za zásluhy o zemědělství, obchod, průmysl a umění.
- Saharský řád za zásluhy (Ordre du Mérite Saharien) byl založen 4. dubna 1958. Udílen byl za rozvoj saharského regionu.
- Řád Černé hvězdy (Ordre de l'Étoile noire ) byl založen 1. prosince 1889. Zrušen byl 3. prosince 1963. Udílen byl za rozšiřování francouzského vlivu v západní Africe.[109]
- Řád hvězdy Anjouanu (Ordre de l'Étoile d'Anjouan) byl založen 1. prosince 1889.
- Řád světla (Ordre du Nichan El-Anouar) byl založen v říjnu 1887.
- Řád annamského draka (Ordre impérial du Dragon d'Annam) byl založen 14. března 1886.
- Královský řád Kambodže (Ordre royal du Cambodge) byl založen 8. února 1864 a od roku 1896 byl udílen jako francouzský koloniální řád. Udílen byl za civilní a vojenské zásluhy.[110]
- Řád Tahiti Nui (Ordre de Tahiti Nui) byl založen 5. června 1996. Udílen je za mimořádné zásluhy ve službě Francouzské Polynésii.[111]